# Periclystus circuiter
Periclystus circuiter är en insektsart som först beskrevs av Walker 1853.  Periclystus circuiter ingår i släktet Periclystus och familjen myrlejonsländor. Inga underarter finns listade i Catalogue of Life.